# Europese kampioenschappen atletiek 1938

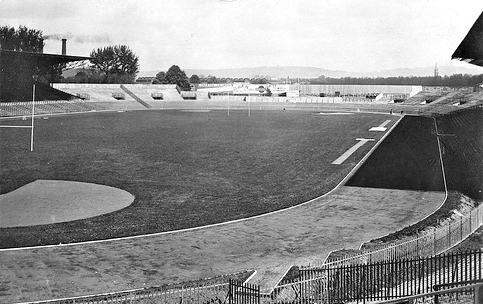
Stadion in Parijs

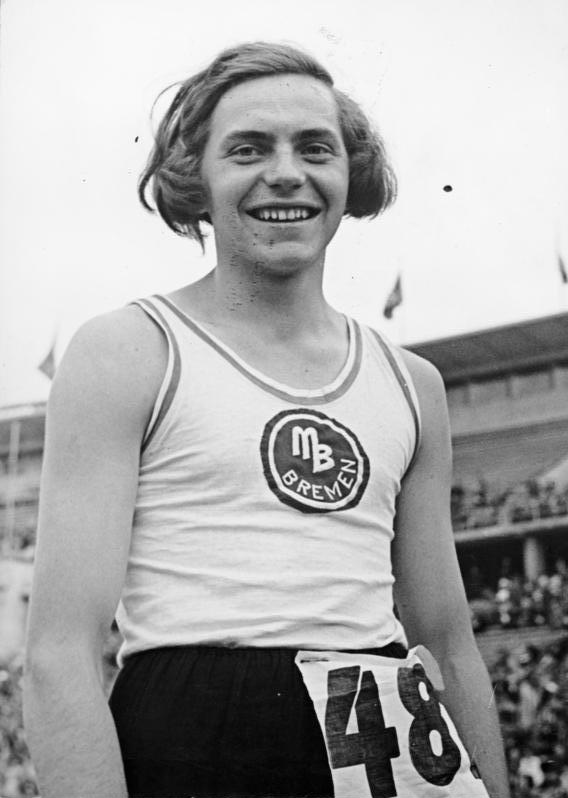
Dora Ratjen werd bij het hoogspringen uit de uitslagen geschrapt nadat bekend werd dat ze een man was.

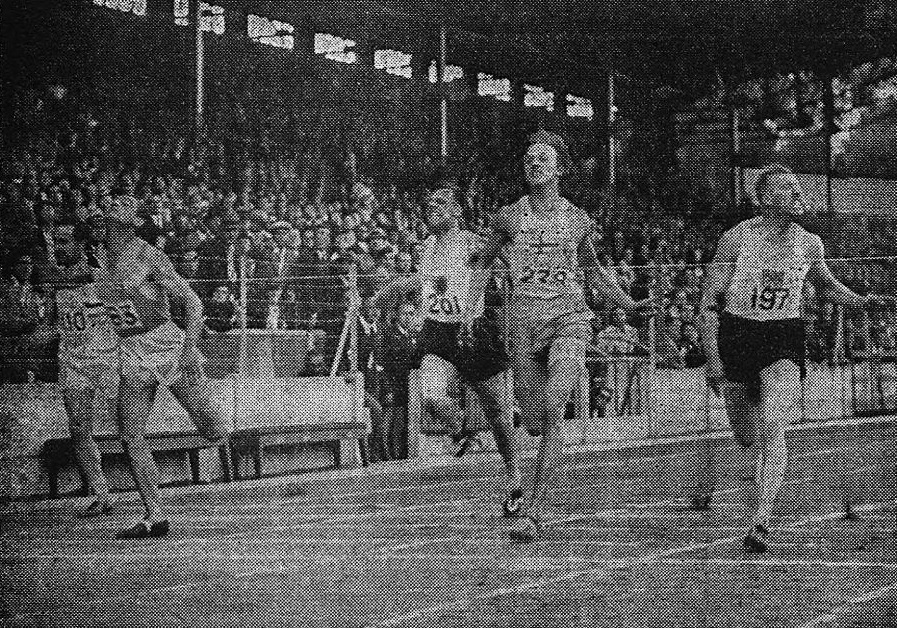
Finale 100 meter met winnaar Tinus Osendarp uiterst rechts.

De tweede Europese kampioenschappen atletiek werden in 1938 op twee verschillende plaatsen gehouden. De kampioenschappen voor mannen vond plaats van 3 tot 5 september in de Franse hoofdstad Parijs. Het kampioenschap bij de vrouwen vond plaats van 17 tot 18 september in de Oostenrijkse hoofdstad Wenen. In totaal waren er 32 titels te vergeven, waarvan 23 voor mannen en negen voor vrouwen. Het was het eerste kampioenschap waaraan vrouwen mochten deelnemen, en tevens de enige keer dat het kampioenschap voor beide geslachten op verschillende locaties werd afgewerkt.
Naast de vele kampioenschapsrecords werd er deze editie één Europees record en één wereldrecord verbeterd. Beide records werden gevestigd bij het hordelopen. De Brit Don Finlay verbeterde met 14,3 s het Europees record op de 110 m horden en de Italiaanse Claudia Testoni verpulverde met 11,6 het wereldrecord op de 80 m horden.

## Uitslagen

### 100 m
| Rang | Land | Atleet             | Tijd      |
| ---- | ---- | ------------------ | --------- |
| 1    | NED  | Tinus Osendarp     | 10,5 (CR) |
| 2    | ITA  | Orazio Mariani     | 10,6      |
| 3    | SWE  | Lennart Strandberg | 10,6      |
| 4    | NED  | Wil van Beveren    | 10,6      |
| 5    | GBR  | Arthur Sweeney     | 11,0      |
| 6    | SUI  | Bernard Marchand   | 11,2      |

| Rang | Land | Atleet                 | Tijd |
| ---- | ---- | ---------------------- | ---- |
| 1    | POL  | Stanisława Walasiewicz | 11,9 |
| 2    | GER  | Käthe Krauss           | 12,0 |
| 3    | NED  | Fanny Blankers-Koen    | 12,0 |
| 4    | GBR  | Dorothy Saunders       | 12,1 |
| 5    | GER  | Ida Kühnel             | 12,3 |
| 6    | GER  | Emmy Albus             | 12,4 |

### 200 m
| Rang | Land | Atleet          | Tijd      |
| ---- | ---- | --------------- | --------- |
| 1    | NED  | Tinus Osendarp  | 21,2 (CR) |
| 2    | GER  | Jakob Scheuring | 21,6      |
| 3    | GBR  | Alan Pennington | 21,6      |
| 4    | BEL  | Julien Saelens  | 21,7      |
| 5    | HUN  | Gyula Gyenes    | 22,1      |
| 6    | GBR  | Kenneth Jenkins | 22,1      |

| Rang | Land | Atleet                 | Tijd |
| ---- | ---- | ---------------------- | ---- |
| 1    | POL  | Stanisława Walasiewicz | 23,8 |
| 2    | GER  | Käthe Krauss           | 24,4 |
| 3    | NED  | Fanny Blankers-Koen    | 24,9 |
| 4    | GER  | Ida Ehrl               | 25,0 |
| 5    | GBR  | Dorothy Saunders       | 25,0 |
| 6    | GBR  | Lilian Chalmers        | 25,0 |

### 400 m
| Rang | Land | Atleet                 | Tijd      |
| ---- | ---- | ---------------------- | --------- |
| 1    | GBR  | Godfrey Brown          | 47,4 (CR) |
| 2    | NED  | Karl Baumgarten        | 48,2      |
| 3    | GER  | Erich Linnhoff         | 48,8      |
| 4    | HUN  | János Görkói           | 48,9      |
| 5    | FIN  | Aki Tammistpo          | 49,1      |
| 6    | SWE  | Bertil von Wachenfeldt | 50,0      |

### 800 m
| Rang | Land | Atleet           | Tijd        |
| ---- | ---- | ---------------- | ----------- |
| 1    | GER  | Rudolf Harbig    | 1.50,6 (CR) |
| 2    | FRA  | Jacques Levèque  | 1.51,6      |
| 3    | ITA  | Mario Lanzi      | 1.52,0      |
| 4    | NED  | Sjabbe Bouman    | 1.52,3      |
| 5    | SWE  | Bertil Anderssen | 1.53,0      |
| 6    | FIN  | Tauno Peussa     | 1.55,5      |

### 1500 m
| Rang | Land | Atleet           | Tijd        |
| ---- | ---- | ---------------- | ----------- |
| 1    | GBR  | Sydney Wooderson | 3.53,6 (CR) |
| 2    | BEL  | Joseph Mostert   | 3.54,5      |
| 3    | ITA  | Luigi Beccali    | 3.55,2      |
| 4    | FIN  | Niilo Hartika    | 3.56,5      |
| 5    | FIN  | Toiva Sarkama    | 3.56,7      |
| 6    | POL  | Jan Staniszewski | 3.58,4      |

### 5000 m
| Rang | Land | Atleet           | Tijd         |
| ---- | ---- | ---------------- | ------------ |
| 1    | FIN  | Taisto Mäki      | 14.26,8 (CR) |
| 2    | SWE  | Henry Jonsson    | 14.27,4      |
| 3    | FIN  | Kauko Pekuri     | 14.29,2      |
| 4    | GBR  | Jack Emery       | 14.46,2      |
| 5    | HUN  | Józef Noji       | 14.47,8      |
| 6    | GBR  | George Carstairs | 14.51,4      |

### 10.000 m
| Rang | Land | Atleet             | Tijd         |
| ---- | ---- | ------------------ | ------------ |
| 1    | FIN  | Ilmari Salminen    | 30.52,0 (CR) |
| 2    | ITA  | Giuseppe Beviacqua | 30.53,2      |
| 3    | GER  | Max Syring         | 30.57,8      |
| 4    | HUN  | Jenö Szilágyi      | 30.58,6      |
| 5    | SWE  | Tore Tillman       | 31.06,6      |
| 6    | HUN  | János Kelen        | 31.16,6      |

### 110 m horden/80 m horden
| Rang | Land | Atleet          | Tijd      |
| ---- | ---- | --------------- | --------- |
| 1    | GBR  | Don Finlay      | 14,3 (ER) |
| 2    | SWE  | Håkan Lidman    | 14,5      |
| 3    | NED  | Jan Brasser     | 14,8      |
| 4    | GBR  | John Thornton   | 14,8      |
| 5    | GER  | Karl Kumpmann   | 15,3      |
| 6    | SUI  | Werner Christem | 15,4      |

| Rang | Land | Atleet             | Tijd      |
| ---- | ---- | ------------------ | --------- |
| 1    | ITA  | Claudia Testoni    | 11,6 (WR) |
| 2    | GER  | Lisa Gelius        | 11,7      |
| 3    | NED  | Kitty ter Braake   | 11,8      |
| 4    | GER  | Annemarie Westphal | 12,0      |
| 5    | NED  | Agaath Doorgeest   | 12,0      |
| 6    | GER  | Anni Spitzweg      | 12,1      |

### 400 m horden
| Rang | Land | Atleet                    | Tijd      |
| ---- | ---- | ------------------------- | --------- |
| 1    | FRA  | Prudent Joye              | 53,1 (CR) |
| 2    | HUN  | József Kovács             | 53,3      |
| 3    | SWE  | Kell Areskoug             | 53,6      |
| 4    | GER  | Georg Glaw                | 54,2      |
| 5    | GER  | Friedrich-Wilhelm Hölling | 54,6      |
| 6    | SUI  | Werner Kellerhals         | 55,0      |

### 3000 m steeplechase
| Rang | Land | Atleet         | Tijd   |
| ---- | ---- | -------------- | ------ |
| 1    | SWE  | Lars Larsson   | 9.16,2 |
| 2    | GER  | Ludwig Kaindl  | 9.16,2 |
| 3    | FIN  | Alf Lindblad   | 9.21,4 |
| 4    | FIN  | Kalle Tuominen | 9.28,6 |
| 5    | FRA  | Roger Cuzol    | 9.42,2 |
| 6    | FRA  | Gaston Tinard  | 9.43,0 |

### 4 x 100 m estafette
| Rang | Land | Atleet                                                           | Tijd      |
| ---- | ---- | ---------------------------------------------------------------- | --------- |
| 1    | GER  | Manfred Kersch Gerd Hornberger Karl Neckermann Jakob Scheuring   | 40,9 (CR) |
| 2    | SWE  | Gösta Klemming Åke Stenqvist Lennart Lindgren Lennart Strandberg | 41,1      |
| 3    | GBR  | Maurice Scarr Godfrey Brown Arthur Sweeney Ernest Page           | 41,2      |
| 4    | ITA  | M. Daelli G. Caldana T. Gonnelli O. Mariani                      | 41,3      |

| Rang | Land | Atleet                                                                        | Tijd |
| ---- | ---- | ----------------------------------------------------------------------------- | ---- |
| 1    | GER  | Josefine Kohl Käthe Krauss Emmy Albus Ida Kühnel                              | 46,8 |
| 2    | POL  | Jadwiga Gawronska Barbara Ksiazkiewicz Otylia Kaluzowa Stanisława Walasiewicz | 48,2 |
| 3    | ITA  | Maria Alfero Maria Apollonio Rosetta Cattaneo Italia Lucchini                 | 49,4 |
| 4    | HUN  | lopers (nog) onbekend                                                         | 50,8 |
| 5    | NOR  | Ella Undli Aashild Brandvold Solveig Toms Siegfrid Sivertsen                  | 51,1 |
| DSQ  | GBR  | lopers (nog) onbekend                                                         | -    |

### 4 x 400 m estafette
| Rang | Land | Atleet                                                                      | Tijd        |
| ---- | ---- | --------------------------------------------------------------------------- | ----------- |
| 1    | GER  | Hermann Blazejezak Manfred Bues Erich Linnhoff Rudolf Harbig                | 3.13,7 (CR) |
| 2    | GBR  | John Barnes Alfred Baldwin Alan Pennington Godfrey Brown                    | 3.14,9      |
| 3    | SWE  | Lars Nilsson Carl Hendrik Gustafsson Börje Thomasson Bertil von Wachenfeldt | 3.17,3      |
| 4    | FRA  | J. Bertolino A. Gardien J. Levecque P. Joye                                 | 3.18,3      |
| 5    | ITA  | A. Ferrario G. Dorascenzi O. Spampani M. Lanzi                              | 3.19,7      |
| 6    | HUN  | lopers (nog) onbekend                                                       | 3.22,9      |

### Hoogspringen
| Rang | Land | Atleet         | Tijd |
| ---- | ---- | -------------- | ---- |
| 1    | SWE  | Kurt Lundqvist | 1,97 |
| 2    | FIN  | Kalevi Kotkas  | 1,94 |
| 3    | FIN  | Lauri Kalima   | 1,94 |
| 4    | SWE  | Åke Ödmark     | 1,90 |
| 5    | NOR  | Eric Stai      | 1,90 |
| 6    | FRA  | Jean Moiroud   | 1,85 |
| 6    | GBR  | Harry Stubbs   | 1,85 |

| Rang | Land | Atleet                | Tijd      |
| ---- | ---- | --------------------- | --------- |
| 1    | HUN  | Ibolya Csák           | 1,64      |
| 2    | NED  | Nel van Balen Blanken | 1,64      |
| 3    | GER  | Feodora zu Solms      | 1,64 (NR) |
| 4    | GBR  | Dorothy Cosnett       | 1,58      |
| 5    | GBR  | Dora Gardner          | 1,58      |
| 6    | SUI  | Ilsebill Pfenning     | 1,55      |

### Polsstokhoogspringen
| Rang | Land | Atleet           | Tijd      |
| ---- | ---- | ---------------- | --------- |
| 1    | GER  | Karl Sutter      | 4,05 (CR) |
| 2    | SWE  | Bo Ljungberg     | 4,00      |
| 3    | FRA  | Pierre Ramadier  | 4,00      |
| 4    | POL  | Wilhelm Sznajder | 4,00      |
| 5    | ITA  | Mario Romeo      | 4,00      |
| 6    | FIN  | Aulis Reinikka   | 3,90      |

### Verspringen
| Rang | Land | Atleet          | Tijd      |
| ---- | ---- | --------------- | --------- |
| 1    | GER  | Wilhelm Leichum | 7,65 (CR) |
| 2    | ITA  | Arturo Maffei   | 7,61      |
| 3    | GER  | Luz Long        | 7,56      |
| 4    | HUN  | Gyula Gyuricza  | 7,27      |
| 5    | EST  | Ruudi Toomsalu  | 7,24      |
| 6    | GBR  | William Breach  | 7,15      |

| Rang | Land | Atleet                 | Tijd |
| ---- | ---- | ---------------------- | ---- |
| 1    | GER  | Irmgard Praetz         | 5,88 |
| 2    | POL  | Stanisława Walasiewicz | 5,81 |
| 3    | GER  | Gisela Voß             | 5,47 |
| 4    | GBR  | Ethel Raby             | 5,44 |
| 5    | GER  | Veronika Kohlbach      | 5,41 |
| 6    | GBR  | Vedder Schenk          | 5,34 |

### Hink-stap-springen
| Rang | Land | Atleet             | Tijd       |
| ---- | ---- | ------------------ | ---------- |
| 1    | FIN  | Onni Rajasaari     | 15,32 (CR) |
| 2    | FIN  | Jouko Norén        | 14,95      |
| 3    | GER  | Karl Kotratschek   | 14,73      |
| 4    | GRE  | Ioannis Palamiotis | 14,70      |
| 5    | ITA  | Vittorio Turco     | 14,64      |
| 6    | SWE  | Vittorio Turco     | 14,56      |

### Kogelstoten
| Rang | Land | Atleet           | Tijd       |
| ---- | ---- | ---------------- | ---------- |
| 1    | EST  | Aleksander Kreek | 15,83 (CR) |
| 2    | GER  | Gerhard Stöck    | 15,59      |
| 3    | GER  | Hans Woellke     | 15,52      |
| 4    | FIN  | Sulo Bärlund     | 15,07      |
| 5    | SWE  | Gunnar Bergh     | 14,92      |
| 6    | TCH  | Jaroslav Vitek   | 14,77      |

| Rang | Land | Atleet              | Tijd  |
| ---- | ---- | ------------------- | ----- |
| 1    | GER  | Hermine Schröder    | 13,29 |
| 2    | GER  | Gisela Mauermayer   | 13,27 |
| 3    | POL  | Wanda Flakowicz     | 12,55 |
| 4    | GER  | Helma Wessel        | 12,55 |
| 5    | GBR  | Bebis Reid          | 12,10 |
| 6    | LAT  | Lavize Aldzere-Puce | 11,70 |

### Discuswerpen
| Rang | Land | Atleet            | Tijd  |
| ---- | ---- | ----------------- | ----- |
| 1    | GER  | Willy Schröder    | 49,70 |
| 2    | ITA  | Giorgio Oberweger | 49,48 |
| 3    | SWE  | Gunnar Bergh      | 48,72 |
| 4    | FIN  | Kalevi Kotkas     | 48,63 |
| 5    | ITA  | Adolfo Consolini  | 48,02 |
| 6    | HUN  | Jenö Kulitzy      | 47,19 |

| Rang | Land | Atleet            | Tijd  |
| ---- | ---- | ----------------- | ----- |
| 1    | GER  | Gisela Mauermayer | 44,80 |
| 2    | GER  | Hilde Sommer      | 40,95 |
| 3    | GER  | Paula Mollenhauer | 39,81 |
| 4    | SWE  | Birgit Lundström  | 38,11 |
| 5    | POL  | Genowefa Cejzik   | 36,51 |
| 6    | ITA  | Gabre Gabric      | 35,53 |

### Kogelslingeren
| Rang | Land | Atleet          | Tijd       |
| ---- | ---- | --------------- | ---------- |
| 1    | GER  | Karl Hein       | 58,77 (CR) |
| 2    | GER  | Erwin Blask     | 57,34      |
| 3    | SWE  | Oscar Malmbrant | 51,23      |
| 4    | FIN  | Gösta Hannula   | 49,84      |
| 5    | FRA  | Joseph Wirtz    | 48,75      |
| 6    | SUI  | Silvio Nido     | 46,68      |

### Speerwerpen
| Rang | Land | Atleet            | Tijd       |
| ---- | ---- | ----------------- | ---------- |
| 1    | FIN  | Matti Järvinen    | 76,87 (CR) |
| 2    | FIN  | Yrjö Nikkanen     | 75,00      |
| 3    | HUN  | József Várszegi   | 72,78      |
| 4    | EST  | Gustav Sule       | 70,50      |
| 5    | EST  | Fredrik Issak     | 70,23      |
| 6    | SWE  | Lennart Atterwall | 68,58      |
| 7    | GER  | Gerhard Stöck     | 65,34      |

| Rang | Land | Atleet                 | Tijd  |
| ---- | ---- | ---------------------- | ----- |
| 1    | GER  | Lisa Gelius            | 45,58 |
| 2    | GER  | Susanne Pastoors       | 44,14 |
| 3    | GER  | Luise Krüger           | 42,49 |
| 4    | SUI  | Lux Stiefel            | 40,50 |
| 5    | LAT  | Lavize Aldzere-Puce    | 40,20 |
| 6    | POL  | Stanisława Walasiewicz | 33,33 |

### Tienkamp/Zevenkamp
| Rang | Land | Atleet          | Tijd      |
| ---- | ---- | --------------- | --------- |
| 1    | SWE  | Olle Bexell     | 7214 (CR) |
| 2    | POL  | Witold Gierutto | 7006      |
| 3    | SUI  | Josef Neumann   | 6664      |
| 4    | GER  | Josef Neumann   | 6492      |
| 5    | SUI  | Raymond Anet    | 6118      |
| 6    | POL  | Jerzy Plawczyk  | 5946      |

### Marathon
| Rang | Land | Atleet               | Tijd           |
| ---- | ---- | -------------------- | -------------- |
| 1    | FIN  | Väinö Muinonen       | 2:37.28,8 (CR) |
| 2    | GBR  | Squire Yarrow        | 2:39.03,0      |
| 3    | SWE  | Henry Palmé          | 2:42.13,6      |
| 4    | FRA  | Maurice Waltispurger | 2:44.28,0      |
| 5    | GER  | Erich Puch           | 2:45.08,8      |
| 6    | GER  | Eugen Bertsch        | 2:45.21,0      |

### 50 km snelwandelen
| Rang | Land | Atleet             | Tijd         |
| ---- | ---- | ------------------ | ------------ |
| 1    | GBR  | Harold Whitlock    | 4:41.51 (CR) |
| 2    | GER  | Herbert Dill       | 4:43.54      |
| 3    | NOR  | Edgar Bruun        | 4:44.35      |
| 4    | GER  | Fritz Bleiweiß     | 4:45.24      |
| 5    | ITA  | Antonio de Maestri | 4:53.56      |
| 6    | SWE  | Evald Segerström   | 4:56.11      |

## Legenda
- CR = Kampioenschapsrecord (Championship Record)
- NR = Nationaal record (National Record)
- ER = Europees record (European Record)
- WR = Wereldrecord (World Record)

## Medaillespiegel
| Plaats | Land                | Goud | Zilver | Brons | Totaal |
| 1      | nazi-Duitsland      | 12   | 11     | 9     | 32     |
| 2      | Finland             | 5    | 3      | 3     | 11     |
| 3      | Verenigd Koninkrijk | 4    | 2      | 2     | 8      |
| 4      | Zweden              | 3    | 4      | 6     | 13     |
| 5      | Polen               | 2    | 3      | 1     | 6      |
| 6      | Nederland           | 2    | 2      | 4     | 8      |
| 7      | Italië              | 1    | 4      | 3     | 8      |
| 8=     | Frankrijk           | 1    | 1      | 1     | 3      |
| 8=     | Hongarije           | 1    | 1      | 1     | 3      |
| 10     | Estland             | 1    | -      | -     | 1      |
| 11     | België              | -    | 1      | -     | 1      |
| 12=    | Noorwegen           | -    | -      | 1     | 1      |
| 12=    | Zwitserland         | -    | -      | 1     | 1      |
| Totaal | Totaal              | 32   | 32     | 32    | 96     |

## Belgische prestaties
Vrouwen
| Atleet          | Onderdeel   | Ronde                 | Prestatie  | Resultaat |
| --------------- | ----------- | --------------------- | ---------- | --------- |
| Anna Van Rossum | 100 meter   | 1e ronde halve finale | 13,4 s -   | 3e - -    |
| Anna Van Rossum | 200 meter   | halve finale          | 28,1 s -   | 5e -      |
| Anna Van Rossum | verspringen | finale                | 4,75 m     | 13e       |
| Jeanne Pousset  | 200 meter   | halve finale          | 27,5 s s - | 5e -      |
| Jeanne Pousset  | verspringen | finale                | 4,51 m     | 14e       |

Mannen
| Atleet             | Onderdeel          | Ronde | Prestatie                     | Resultaat |
| ------------------ | ------------------ | --- | ----------------------------- | --------- |
| Julien Saelens     | 100 meter          | 1e ronde halve finale                                                                                                 | 10,6 s (NR) -                 | 2e 4e -   |
| Julien Saelens     | 200 meter          | 1e ronde halve finale                                                                                                 | 21,8 s (NR) 21,7 s (NR)       | 1e 3e 4e  |
| Dieudonné Guthy    | 100 meter          | 1e ronde halve finale                                                                                                 | 10,7 s -                      | 4e - -    |
| Dieudonné Guthy    | 200 meter          | 1e ronde halve finale                                                                                                 | 22,5 s 22,7 s -               | 2e 6e -   |
| Piet Smet          | 400 meter          | 1e ronde finale | 50,4 s -                      | 3e -      |
| Joseph Mostert     | 1500 meter         | 1e ronde finale | 3.57,7 3.54,5                 | 1e ·      |
| Jules Bosmans      | 400 meter horden   | 1e ronde finale | -                             | DNF -     |
| Felix Meskens      | marathon           | | 2:51.15,0                     | 10e       |
| Robert Nevens      | marathon           | | -                             | DNF       |
| Thierry Mathot     | 50 km snelwandelen | | -                             | DNF       |
| Frans Van Peteghem | polsstokspringen   | finale | -                             | NH        |
| Émile Binet        | tienkamp           | 100 m verspringen kogelstoten hoogspringen 400 m 110 m horden discuswerpen polsstokspringen speerwerpen 1500 m totaal | 11,5 s 6,50 m 8,63 m 1,60 m - | DNF       |

1934 ·
1938 ·
1946 ·
1950 ·
1954 ·
1958 ·
1962 ·
1966 ·
1969 ·
1971 ·
1974 ·
1978 ·
1982 ·
1986 ·
1990 ·
1994 ·
1998 ·
2002 ·
2006 ·
2010 ·
2012 ·
2014 ·
2016 ·
2018 ·
2022 ·
2024
Belgische medaillewinnaars · Nederlandse medaillewinnaars